# Кюменский уезд
Кюменский уезд (швед. Kymmene härad, фин. Kymin kihlakunta; в литературе встречаются также варианты Кюмменский, Кюмменегорский, Кюммененский, Кюймененский) — административно-территориальная единица Выборгской губернии, затем губернии Кюми. Центр — Фридрихсгам (с XIX века в состав уезда не входил). Образован в 1783 под названием Фридрихсгамского, упразднён вместе с губернией Кюми в 1996 году. Часть бывшего уезда с посёлком Кондратьево входит в Выборгский район Ленинградской области, часть (острова Гогланд, Большой Тютерс) — в Кингисеппский район Ленинградской области.

## История
Образован из части земель упразднённой Кюменегорской провинции в результате губернской реформы Екатерины II. В соответствии с «Учреждениями для управления губерний», принятыми в 1775 году, Кюменегорская провинция была упразднена, и Фридрихсгамский уезд, учреждённый согласно указу 1783 года «О составлении Выборгского наместничества из шести уездов, и о переименовании местечка Сердоболья городом» стал административно-территориальной единицей Выборгского наместничества, преобразованного в 1796 году в Выборгскую губернию, которая, в свою очередь, была в 1802 году переименована в Финляндскую губернию. К началу XIX века наименование «Фридрихсгамский» вытесняется названием «Кюменский» (при этом одновременно использовались и другие варианты, например, «Кюмменский» и «Кюмменегорский» в «Атласе Финляндской губернии» 1803 года). После присоединения к Великому княжеству Финляндскому на основании указа 1811 года Финляндская губерния снова именовалась Выборгской. Первоначально уезд подразделялся на кирхшпили (приходы, волости) во главе с ленсманами; в составе самых больших из приходов имелись также капелланства. К 1910 году подразделялся на 9 приходов (волостей):
- Векелакс;
- Ведерлакс;
- Гогланд;
- Кюммене;
- Миехиккяля;
- Пюхтяа;
- Сиппола;
- Сяккиярви;
- Тютерс.

По состоянию на 1910 год площадь уезда составляла 3418,3 км², а население (на 31.12.1908) — 64 632 чел.
К 1940 году уезд подразделялся на 11 волостей (общин): 
- Вехкалахти;
- Виролахти;
- Гогланд;
- Кюми;
- Миехиккяля;
- Пюхтяа;
- Сиппола;
- Сяккиярви;
- Тютерс;
- Хаапасаари;
- Юлямаа.

По состоянию на 01.01.1938 площадь уезда составляла 3472,72 км², а население (на 31.12.1939) — 73 046 чел.
Согласно условиям Московского мирного договора большая часть Выборгской губернии, включая часть Кюменского уезда с Сяккиярви, отошла от Финляндии к СССР, вследствие чего уезд, уменьшившись по площади, стал частью вновь созданной губернии Кюми. Кюменский уезд упразднён в 1996 году в ходе административно-территориальной реформы в Финляндии.